# Aleksandr Voynov
Aleksandr Vyacheslavovich Voynov (tiếng Nga: Александр Вячеславович Войнов; sinh ngày 28 tháng 10 năm 1993) là một tiền vệ bóng đá người Nga. Anh thi đấu cho FC Avangard Kursk.

## Sự nghiệp câu lạc bộ
Anh có màn ra mắt tại Russian Second Division cho FC Avangard Kursk vào ngày 16 tháng 7 năm 2012 trong trận đấu với FC Metallurg Vyksa.